# دریاچه قیپشاق
دریاچه قیپشاق (به قزاقی: Kypshak) یک دریاچه آب شور و دریاچه در قزاقستان است که در استان قراغندی واقع شده‌است.